# Der Umleger
Der Umleger (Originaltitel: The Town That Dreaded Sundown, englisch für Die Stadt, die den Sonnenuntergang fürchtete; deutscher Alternativtitel: Der Phantomkiller) ist ein amerikanischer Krimi-Horrorfilm, der von Charles B. Pierce gedreht und produziert wurde. Mit einem Erzähler dramatisiert er semi-dokumentarisch die als Texarkana Moonlight Murders bekannte Mordserie eines „Phantom Killer“, die sich 1946 bei Texarkana ereignet hatte, wo der Film dreißig Jahre später gedreht wurde und im Dezember 1976 Premiere feierte. Er gilt als einer der ersten oder Vorläufer von Slasher-Filmen vor Halloween von 1978.
In Texarkana kam es in den Folgejahren zu Kontroversen, aber seit 2003 wird der Film jährlich aufgeführt. Mit Warte, bis es dunkel wird (Originaltitel ebenfalls The Town That Dreaded Sundown) erschien 2014 ein Sequel, in dem Der Umleger thematisiert wird.

## Handlung
“[…] It was Sunday March 3rd 1946, the beginning of a reign of terror for the people of Texarkana and surrounding areas of Arkansas and Texas; a terror so indelibly imprinted that today, 30 years later, people still speak of it fearfully. The incredible story you are about to see is true, where it happened and how it happened; only the names have been changed.”

„[…] Es war Sonntag, der 3. März 1946. An diesem Tag begann in Texarkana und den umliegenden Gebieten von Arkansas und Texas eine Terrorserie, die sich den Menschen so unauslöschlich einprägte, dass sie noch heute, 30 Jahre später, voller Angst davon sprechen. Die unglaubliche Geschichte, die Sie jetzt sehen werden, ist wahr; die Schauplätze und Vorgänge sind authentisch, nur die Namen wurden verändert.“

Am 3. März wird das Paar Sammy Fuller und Linda Mae Jenkins auf der Lover’s Lane (Knutschecke für Jugendliche) in ihrem Auto von einem Unbekannten, der als Maske einen Sack mit Augenlöchern über dem Kopf trägt, angegriffen. Am nächsten Morgen wird Linda lebend gefunden, die sich an den Straßenrand geschleppt hat; auch Sammy hat überlebt. Ein Arzt im Krankenhaus berichtet, dass Linda nicht vergewaltigt, sondern stark angebissen wurde, und die Polizei beschließt, Jugendliche und Studenten davor zu warnen, zur Lover’s Lane zu gehen.
Am 24. März findet Deputy Norman Ramsey auf der Lover’s Lane die Toten Buddy Turner und Emma Lou Cook, deren Leiche an einem Baum gebunden ist, und sieht den Mörder wegfahren. Die Einwohner werden panisch, kaufen sich Waffen und verschanzen sich nachts. Die Polizei erhält Unterstützung von dem berühmten Texas Ranger Captain J.D. Morales, der die Leitung der Ermittlung mit Ramsey als Assistent übernimmt, der glaubt, der Mörder greife alle 21 Tage an.
Am 14. April findet der Highschool-Abschlussball statt, nach dem die Posaunistin Peggy Loomis und ihr Freund Roy Allen in den Park fahren. Als der Killer erscheint und Roy aus dem Auto zieht, fährt Peggy in einen Graben. Er erschießt Roy, bindet Peggy an einen Baum und tötet sie mit ihrer Posaune, indem beim Vor- und Zurückziehen des Rohrs ein daran angebrachtes Messer immer wieder in ihr Rücken sticht.
Nachdem auf der Wache ein Mann namens Johnson aussagt, dass er ausgeraubt und gezwungen wurde, den Täter nach Lufkin zu fahren, schnappt Ramsey den Verdächtigen Eddie LeDoux, den Johnson als seinen Räuber erkennt und der auch die Morde gesteht, aber Morales ist nicht überzeugt, dass er auch diese begangen hat.
Am 3. Mai erschießt der Mörder Floyd Reed in dessen Haus durch ein Fenster. Während Helen Reed die Polizei anruft, schießt er zweimal in ihr Gesicht. Sie schleppt sich nach draußen in ein Kornfeld und wird von dem Mörder mit einer Axt verfolgt, aber durch Nachbarn gerettet.
Als Morales und Ramsey ein gestohlenes Auto gemeldet wird, dessen Beschreibung zu dem passt, mit dem Ramsey den Mörder hatte wegfahren sehen, begegnen sie ihm in einer Sandgrube. Er flieht auf die andere Seite von Gleisen, gerade bevor ein Zug die Polizisten aufhält, aber wird von ihnen am Bein verletzt, und flüchtet weiter in die Sümpfe. Sie setzen die Suche nach ihm erfolglos fort.
Im Epilog erklärt der Erzähler, dass das weitere Schicksal des Phantomkillers unbekannt ist und es verschiedene Ansichten gibt. In Texarkana würden die meisten Leute glauben, dass er noch dort lebe und frei herumlaufe. Bei dem Satz sind zu der Premiere des Films The Town That Dreaded Sundown  in einer Schlange vor dem Kino die Schuhe des Mörders zu sehen. Der Erzähler berichtet zuletzt, wie es mit den beteiligten Polizisten und den Opfern, die überlebt haben, weiterging.

## Besetzung und Synchronisation
| Rolle                      | Vorlage                              | Schauspieler        | Synchronsprecher  |
| -------------------------- | ------------------------------------ | ------------------- | ----------------- |
| Captain J.D. Morales       | Captain M. T. „Lone Wolf“ Gonzaullas | Ben Johnson         | Horst Naumann     |
| Deputy Norman Ramsey       | Bowie County Sheriff Bill Presley    | Andrew Prine        | Hartmut Becker    |
| Helen Reed                 | Katie Starks (Opferpaar #4)          | Dawn Wells          | Helga Trümper     |
| Sergeant Mal Griffin       | –                                    | Jimmy Clem          | Rainer Basedow    |
| Police Chief R.J. Sullivan | –                                    | Jim Citty           | Niels Clausnitzer |
| Patrolman A.C. Benson      | –                                    | Charles B. Pierce   | Reinhard Glemnitz |
| Linda Mae Jenkins          | Mary Jeanne Larey (Opferpaar #1)     | Christine Ellsworth | Uschi Wolff       |
| Sammy Fuller               | Jimmy Hollis (Opferpaar #1)          | Mike Hackworth      | Ivar Combrinck    |
| Emma Lou Cook              | Polly Ann Moore (Opferpaar #2)       | Misty West          |                   |
| Buddy Turner               | Richard L. Griffin (Opferpaar #2)    | Rick Hildreth       |                   |
| Roy Allen                  | Paul Martin (Opferpaar #3)           | Steve Lyons         |                   |
| Peggy Loomis               | Betty Jo Booker (Opferpaar #3)       | Cindy Butler        | Christina Hoeltel |
| Eddie LeDoux               | Youell Swinney (Verdächtiger)        | Joe Catalanotto     | Peter Thom        |
| Rainbow Johnson            | –                                    | Roy Lee Brown       | Fred Klaus        |
| Phantom Killer             | Phantom Killer                       | Bud Davis           | ohne Text         |
| Erzähler                   |                                      | Vern Stierman       | Klaus Kindler     |

## Realer Hintergrund
Regisseur Charles B. Pierce, der zuvor einige Jahre in Texarkana gelebt hatte, basierte den Film auf dem Fall der Texarkana Moonlight Murders, die sich 1946 in der Zwillingsstadt Texarkana ereigneten. Obwohl sie hauptsächlich in der texanischen Seite der Stadt passierten, ließ Pierce sie in Arkansas stattfinden. Ein vermummter Mann, den die lokale Gazette „Phantom Killer“ taufte, hatte in einem Zeitraum von zehn Wochen acht Menschen angegriffen und davon fünf getötet, vornehmlich junge Paare in ihrem Auto auf der lover’s lane der Stadt. Die Einwohner waren in Panik versetzt und die Texas Rangers um Unterstützung gebeten. Nach seinem letzten Angriff im Mai verschwand der Phantom Killer, sodass er nie gejagt, verhaftet oder identifiziert wurde. Der einzige Hauptverdächtige war der Autodieb Youell Swinney, der nicht der Morde angeklagt war, aber immer noch von vielen wie beteiligten Polizisten und Autoren über den Fall für den Mörder gehalten wird. Das Texas Department of Public Safety nannte den Fall „the number one unsolved murder case in Texas history.“

## Produktion
Der Film stammt von Regisseur Pierce und Drehbuchautor Earl E. Smith, deren erste von sieben Kollaborationen 1972 der ebenfalls semi-dokumentarische The Legend of Boggy Creek war. Aus diesem kehrte auch Vern Stierman wieder als Erzähler zurück. Die damalige First Lady of Arkansas Barbara Pryor, Frau des Gouverneurs David Pryor, fungierte als Skript-Supervisor. Pierce besetzte seine Frau Cindy Butler als eines der Opfer und tritt selbst als ein Polizist auf in einer Comic-Relief-Funktion.
Gedreht wurde der Film innerhalb vier Wochen im Juni und Juli 1976 hauptsächlich in Texarkana, aus der Einwohner als Schauspieler und Statisten mitwirkten. Dazu kamen noch Szenen in den Städten Garland und Scott in Arkansas. In Shreveport, Louisiana, wo Pierce wohnte, wurde vor seinem Haus als letztes der erste Angriff gedreht. Hauptkameramann Jim Roberson hatte zwei Tage vor Drehbeginn seinen Fuß gebrochen und filmte mit Gipsverbänden und Krücken.
Der weibliche Star des Films Dawn Wells, die aus Gilligans Insel bekannt war, hatte wie auch Roberson ein Jahr zuvor mit Pierce bereits bei dem Film Winterhawk zusammengearbeitet. Weil Pierce nicht mit der eigentlichen Schauspielerin für die Rolle zufrieden war, rief er Wells an und ließ sie einfliegen. Zur Vorbereitung versuchte sie ein Gespräch mit Katie Starks zu erhalten, das überlebte Opfer, das Vorlage ihrer Figur war; diese hatte aber abgelehnt. Wells drehte anderthalb Tage lang.
Weil das Drehbuch noch keinen Schluss hatte, schrieb Hauptdarsteller Andrew Prine das letzte Fünftel des Films und erdachte dafür eine Verfolgungsjagd mit dem Killer um einen Zug. Diese Szene drehten er und Kollege Ben Johnson verkatert, weil sie in der Nacht zuvor gefeiert hatten.

## Veröffentlichung
Der Film hatte seine Premiere in Texarkana am 17. Dezember 1976 und erschien eine Woche später ab dem 24. Dezember in den amerikanischen Kinos. 1977 lief er erfolgreich in Autokinos, bevor er 1978 im Fernsehen ausgestrahlt wurde. Bei Kosten von etwa 400.000 Dollar nahm er um die 5 Millionen ein. In Westdeutschland erschien er 1978 als Der Phantomkiller oder alternativ Der Umleger.
Auf DVD/BluRay wurde der Film in den Vereinigten Staaten im Mai 2013 in einer Kombination gemeinsam mit Pierces Film The Evictors von 1979 veröffentlicht; in Deutschland zunächst 2015 als Bonusfilm einer Edition von Warte, bis es dunkel wird und 2016 auch einzeln.

## Nachwirken

### Kontroversen und Tradition in Texarkana
Weil der Slogan auf dem offiziellen Poster des Films behauptete, dass der Mörder noch immer auf den Straßen von Texarkana, Arkansas, lauere, beschloss der Stadtrat gegen Pierce zu klagen, nachdem Beamte der Stadt bei einem Besuch in Washington, D.C. deswegen verspottet wurden. Der Bürgermeister äußerte Bedenken, dass es Furcht verbreiten könnte, und der Herausgeber der Gazette, dass es Kinder ängstigen würde. Pierce bat daher den Filmvertrieb, die Werbung zu ändern.
Mark M. Moore, der Bruder des Opfers Polly Ann Moore, klagte gegen Pierce wegen einer nicht der Wirklichkeit entsprechenden Darstellung seiner Schwester in der Rolle Emma Lou Cook und wegen Verletzung seiner Privatsphäre. Ein Gericht lehnte die Forderung nach Schadensersatz als haltlos ab.
Im März 1978 erschoss in Teaneck, New Jersey, der Highschool-Schüler Gerald Gedrimas seinen Freund James Grunstra aus einem Wunsch, wie Jesse James zu sein, und sagte vor Gericht, dass der Plan ihm gekommen sei, als er den Film Der Umleger geschaut hatte, was die Debatte über den Zusammenhang von fiktionaler und realer Gewalt anheizte.
Seit 2003 zeigt Texarkana den Film jährlich um Halloween öffentlich und kostenlos als Abschluss des Festivals „Movies in the Park“ im Spring Lake Park, das vom Texas Parks and Wildlife Department gesponsert wird.

### Fortsetzung
2014 erschien der im Original gleichnamige Film Warte, bis es dunkel wird, der zugleich ein freies Remake und metatextuelles Sequel darstellt, in dem sowohl die reale Mordserie als auch der Originalfilm Der Umleger thematisiert werden, aus dem Ausschnitte zu sehen sind. So beginnt er mit einer Autokinovorführung des Umlegers in Texarkana, worauf ein neuer Angreifer die Morde des Phantomkillers imitiert. Während Charles Pierce ein Cameo hat, wird sein Sohn als fiktionalisierte Nebenrolle von Denis O’Hare gespielt.